# Şemsettin Baş
Şemsettin Baş (Istanbul, 4 gennaio 1973) è un allenatore di pallacanestro ed ex cestista turco.

## Palmarès

### Giocatore
- Campionato turco: 2

Tofaş Bursa: 1998-99, 1999-2000
- Coppa di Turchia: 4

Paşabahçe: 1992
Tofaş: 1993, 1999, 1999-2000

### Allenatore
- Liga Unike: 1

Peja: 2021-22